# المحطة البرية للخروبة
محطة الخروبة أو محطة كبار معطوبي حرب التحرير الوطني هي محطة حافلات رئيسية للنقل البري بالحافلات تقع في بلدية حسين داي بولاية الجزائر قرب محطة قطار المقارية. تحوي المحطة العديد من أرصفة الحافلات التي توصل إلى أماكن مختلفة في الجزائر. تسيرها شركة الحافلات «سوغرال».

## أصل التسمية

### الخروبة
تم في البدء إطلاق تسمية محطة الخروبة على المحطة البرية لولاية الجزائر في سنة 1994م لأن منطقة حسين داي كانت تشتهر في الماضي بتواجد أشجار الخروب أو الخرنوب (باللاتينية: Ceratonia siliqua) على ضفاف وادي الحراش.
وتسمية الخروب تُطلق على شجرة دائمة الخضرة تنتمي إلى فصيلة البقوليات التي تعيش بشكل طبيعي في المنطقة المتوسطية التي تشمل الجزائر، كما كان الحال في أحراش شاطئ الصابلات.
ويُستخرج من ثمار الخروب شراب حلو المذاق يسمى «الرُب» يضاف أحيانا إلى العصيدة.
بذور الخروب متساوية بشكل كبير مع بعضها في الحجم والوزن مما جعلها الوسيلة الأولى في الوزن قبل انتشار الموازين الحديثة، وهي تساوي 0.2 غرام للحبة أي قيراط.

### كبار معطوبي حرب التحرير الوطني
تم إطلاق تسمية محطة كبار معطوبي جيش التحرير الوطني الجزائري على محطة حسين داي في سنة 1998م.
وجاءت هذه التسمية الجديدة لتكريم كبار معطوبي جيش التحرير الوطني الجزائري الذين عانوا عبر كل ولايات الجزائر، مع مناضلي جبهة التحرير الوطني الجزائرية، من الأساليب الوحشية التي مارسها الاحتلال الاستيطاني الفرنسي ضد المدنيين الأبرياء والعزل إبان حرب التحرير الوطني.
وينتظم كبار معطوبي جيش التحرير الوطني الجزائري في جمعية وطنية تساهم في تدوين التاريخ الوطني والحفاظ على رسالة الشهداء، خاصة أثناء المناسبات الوطنية مثل عيد النصر الجزائري.
كما تقوم هذه الجمعية الوطنية بتنظيم ندوات حول قادة الولايات التاريخية أثناء ثورة التحرير الجزائرية، وذلك بالتنسيق مع وزارة المجاهدين والمنظمة الوطنية للمجاهدين.
وتساهم هذه الجمعية الوطنية في إسداء وسام الاستحقاق الوطني الجزائري لمستحقيه.
وتندرج شهادات ومساهمات كبار المعطوبين الثوريين في استمرارية منهجية لتطور الحركة الوطنية الجزائرية للحفاظ على تاريخ الجزائر من الطمس والتحريف والنسيان.

## الوصف
تم إنشاء محطة نقل المسافرين بالخروبة في يوم 30 مارس 1994م.
تبرمج محطة الخروبة رحلات يومية في الفترات المسائية والليلية لنقل المسافرين بواسطة الحافلات.
وتقوم مؤسسة استغلال محطة النقل البري «معطوبي حرب التحرير» بالخروبة ببرمجة رحلات يومية قد تصل أثناء المواسم والمناسبات إلى أكثر 960 رحلة يوميا.
وتتكفل محطة الخروبة «سوغرال» بموجب هذا العدد من الرحلات بنقل أكثر من 45 ألف مسافر نحو مختلف الولايات الجزائرية انطلاقا من ولاية الجزائر.
وبما أن محطة الخروبة يمكنها نقل 45 ألف مسافر يوميا، فإن إدارة شركة محطة الخروبة «سوغرال» يمكنها نقل أكثر من ربع مليون مسافر خلال أسابيع الأعياد الدينية والوطنية.

## القدرات
تأسست شركة سوغرال للنقل البري سنة 1994م بغرض تحسين تسيير مرافق نقل المسافرين والأنشطة الملحقة في ولاية الجزائر، وفي غيرها من الولايات، عبر توفير نوعية الخدمات الضامنة لأحسن شروط الراحة وأمن المسافرين. وتضمن حاليا مؤسسة استغلال محطة النقل البري «معطوبي حرب التحرير» بالخروبة رحلات يومية على مستوى المحطة تصل إلى حوالي 1000 رحلة يوميا نحو كل الولايات الجزائرية بواسطة الحافلات، بحيث تتكفل محطة الخروبة «سوغرال» بموجب هذا العدد من الرحلات بنقل ما بين 50 ألف و90 ألف مسافر يوميا.
وتتنوع مصادر العائدات المالية للشركة بين حقوق التوقف بالرصيف (الانطلاق\الوصول) وإتاوات المسافرين وحفظ الأمتعة والموقف العمومي للسيارات وكراء المحلات وفضاءات التوقف وكراء الشبابيك للناقلين وكذا كراء فضاءات الإشهار.
وتوظف هذه المؤسسة ما بين 400 و900 عون يوميا للسهر على راحة المسافرين ومساعدتهم في التنقل في ظروف مريحة في الأيام العادية وأثناء المواسم والأعياد.

## الأرصفة

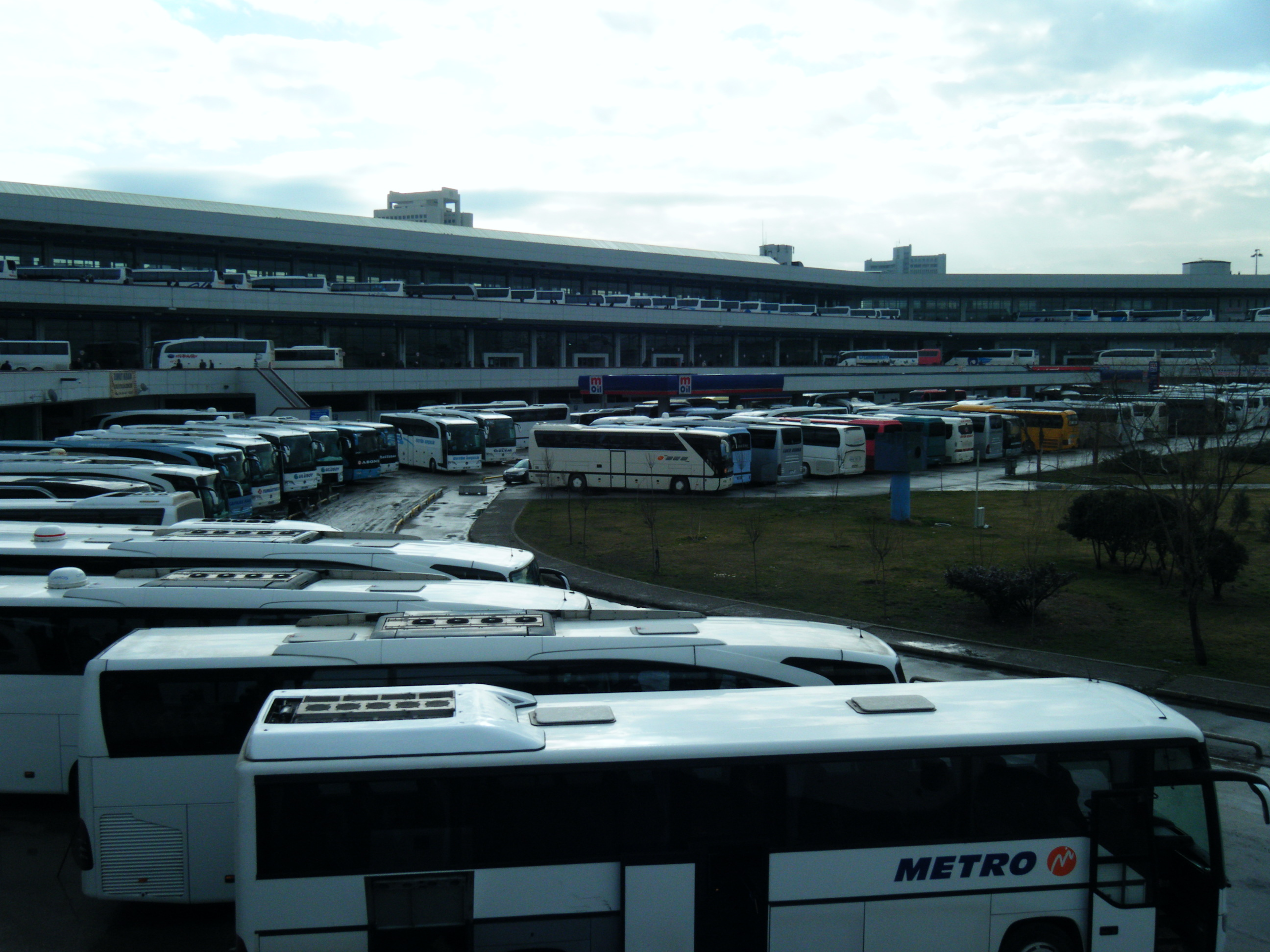
أرصفة محطة حافلات

تتوفر منشأة محطة الخروبة المتربعة على مساحة تقدر بأكثر من 8 هكتار على 66 رصيفا مخصصا لانطلاق ووصول حوالي ألف حافلة، يملكها حوالي 385 ناقلا، إضافة إلى أكثر من 100 سيارة أجرة متعاقدة مع إدارة محطة الخروبة التي يعمل بها 300 موظف.
وتساهم سيارات الأجرة في دعم الحافلات لنقل المسافرين من هذه المحطة نحو كل الاتجاهات.
ويتم استغلال أرصفة محطة الخروبة، كمواقف محروسة، من قبل الناقلين العموميين والخواص بعد دفع التكلفة والتسعيرة المطبقة على الحافلة الواحدة سنويا.
وينص القانون المسير لمحطات النقل البري على كون تغيير تسعيرة النقل يتم بعد التشاور مع المتعاملين بالتنسيق مع مديرية المنافسة والأسعار لولاية الجزائر.

## المحلات التجارية
تضم محطة الخروبة العديد من المحلات التجارية التي يتم كراؤها حسب مساحة كل حانوت.
وتتم مراجعة تسعيرة كراء المتر المربع الواحد دوريا بالنظر إلى تقلبات سوق العقار والدورة الاقتصادية.
إلا أن تسعيرة كراء المحلات التجارية في محطة الخروبة تعد جد معقولة مقارنة بأسعار السوق الحرة، خاصة أن الكثير من أصحاب المحلات يلجأون إلى إعادة تأجيرها بأسعار مضاعفة أحيانا إلى تجار آخرين.

## الموقع

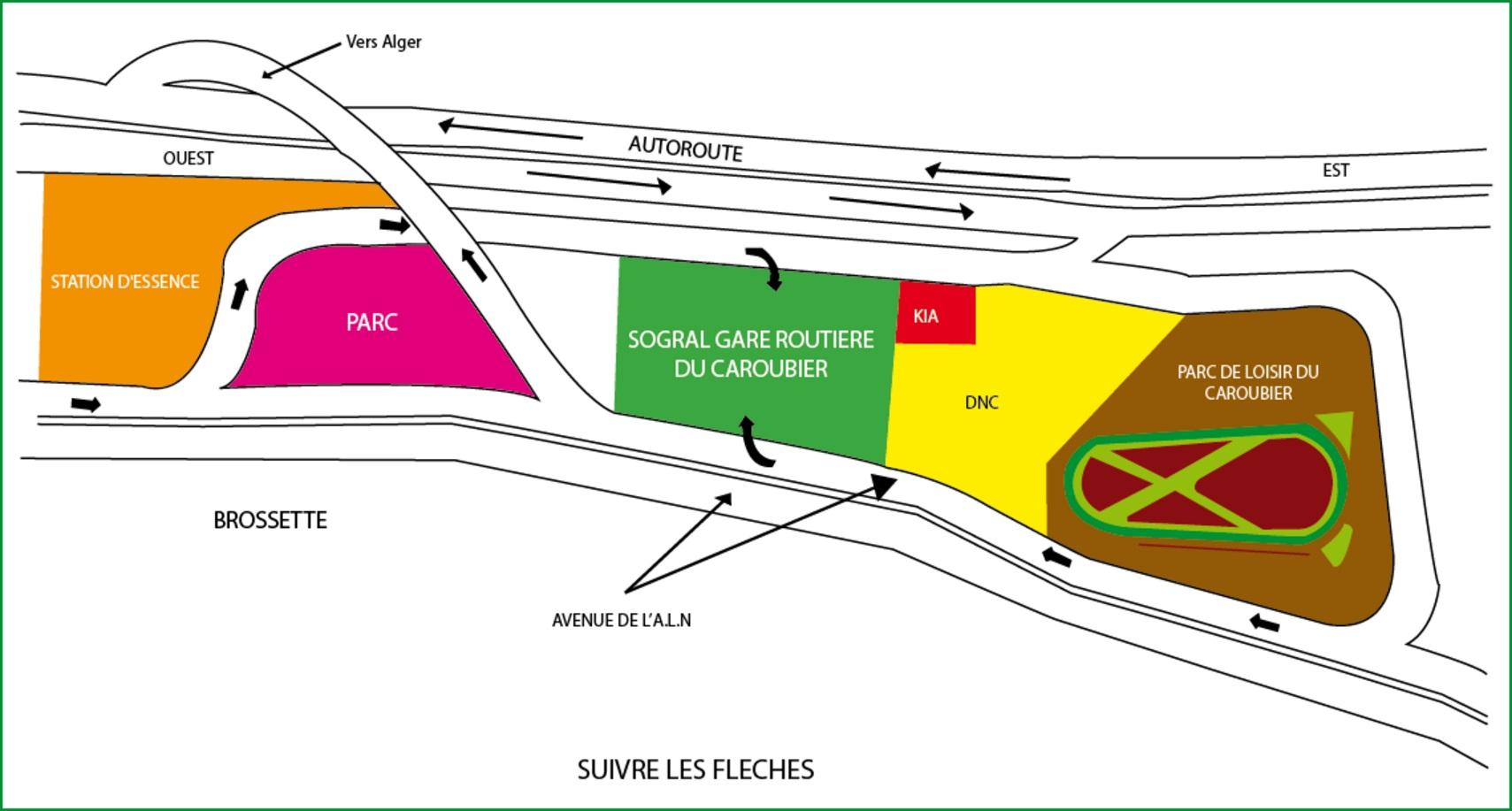
مخطط محطة الخروبة للنقل البري

تقع المحطة البرية للخروبة على مستوى الطريق السريع بالخروبة في بلدية حسين داي، على طول الشريط الساحلي الممتد من مصب وادي الحراش إلى غاية محطة تحلية المياه بالحامة.
وهذا الموقع الرائع في الشريط الساحلي والواجهة البحرية، في إطار مشروع تهيئة خليج الجزائر، يجعل منه موقعا استراتيجيا مقابلا للطريق السريع على مستوى بلديتي حسين داي وبلوزداد.
تقع المحطة البرية للخروبة على بعد 10 كلم إلى الشرق من مدينة الجزائر العاصمة، وتطل على شاطئ الصابلات، خليج الجزائر والبحر الأبيض المتوسط.
وتقع هذه المحطة في بلدية حسين داي.

## عدد الرحلات سنويا
| \| السنة \| عدد الرحلات سنويا في محطة الخروبة \| \| ----- \| --------------------------------- \| \| 2006م \| 149.717 \| \| 2007م \| 149.717 \| \| 2008م \| 149717 \| \| 2009م \| 117.738 \| \| 2010م \| 127.042 \| \| 2011م \| 140.974 \| \| 2012م \| 149.717 \| | عدد الرحلات سنويا في محطة الخروبة 25٬000 50٬000 75٬000 100٬000 125٬000 150٬000 2006 2007 2008 2009 2010 2011 2012 |
| السنة | عدد الرحلات سنويا في محطة الخروبة                                                                                 |
| --- | --- |
| 2006م | 149.717 |
| 2007م | 149.717 |
| 2008م | 149717 |
| 2009م | 117.738 |
| 2010م | 127.042 |
| 2011م | 140.974 |
| 2012م | 149.717 |

## عدد المسافرين سنويا
| \| السنة \| عدد المسافرين سنويا في محطة الخروبة \| \| ----- \| ----------------------------------- \| \| 2006م \| 4.491.124 \| \| 2007م \| 4.796.708 \| \| 2008م \| 5.531.898 \| \| 2009م \| 5.714.333 \| \| 2010م \| 5.773.329 \| \| 2011م \| 5.372.838 \| \| 2012م \| 5.542.644 \| | عدد المسافرين سنويا في محطة الخروبة 1٬000٬000 2٬000٬000 3٬000٬000 4٬000٬000 5٬000٬000 6٬000٬000 2006 2007 2008 2009 2010 2011 2012 |
| السنة | عدد المسافرين سنويا في محطة الخروبة                                                                                                |
| --- | --- |
| 2006م | 4.491.124 |
| 2007م | 4.796.708 |
| 2008م | 5.531.898 |
| 2009م | 5.714.333 |
| 2010م | 5.773.329 |
| 2011م | 5.372.838 |
| 2012م | 5.542.644 |

## البيع الآلي للتذاكر

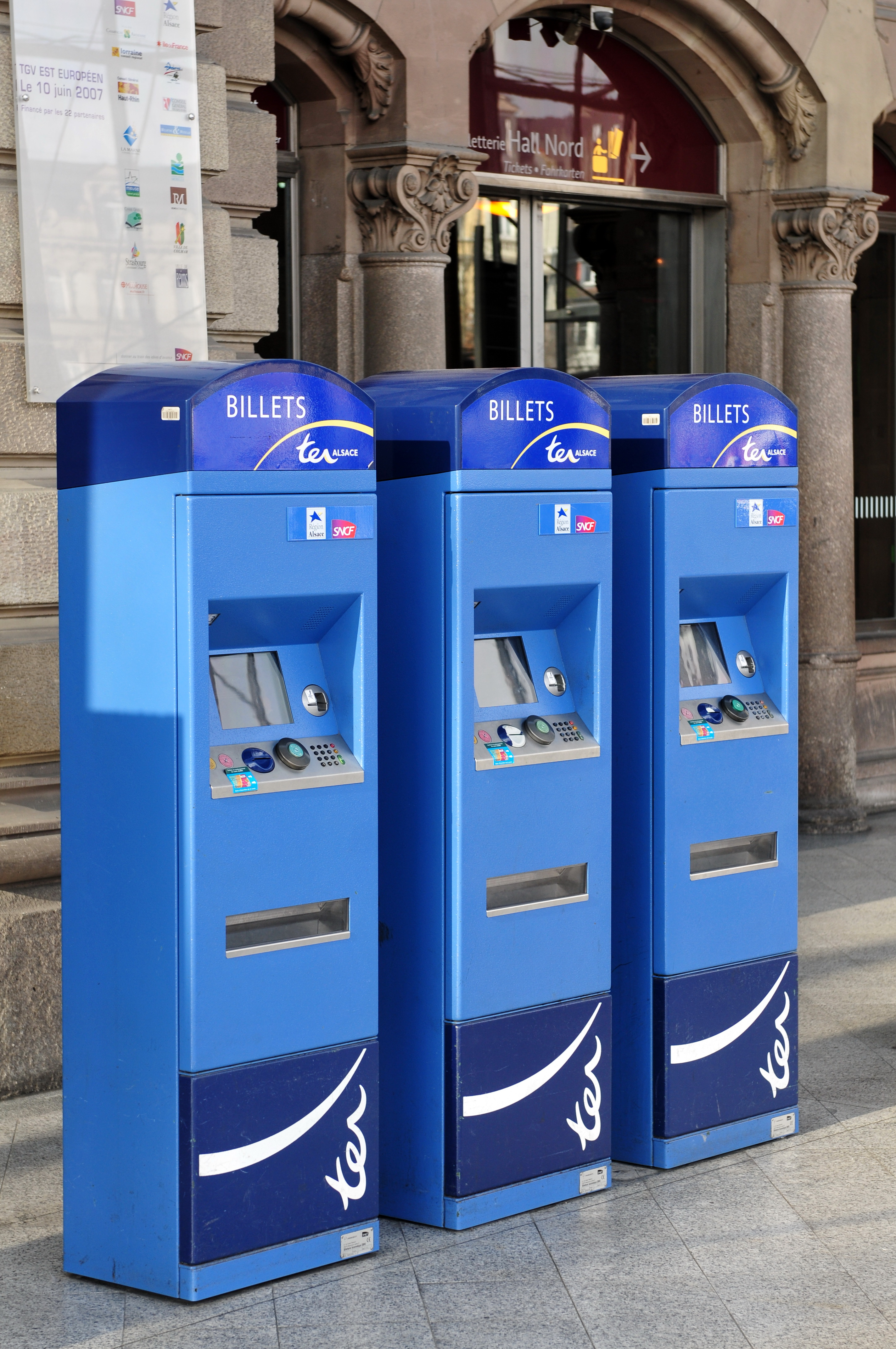
موزعات آلية للتذاكر

تدعمت محطة الخروبة منذ سنة 2007م بجهاز تسيير مندمج عززه وضع موزع تذاكر آلي وإعلان آلي للوجهات ومواعيد الرحلات.
وجاء هذا التدعيم في إطار برنامج عصرنة مصالح محطة الخروبة بهدف تحسين خدماتها لفائدة المسافرين من خلال إدخال خدمة الحجز الإلكتروني عبر شبكة الإنترنت.
وقد تم إطلاق هذه العملية بالتعاون مع بنك التنمية المحلية الذي عمل على تأمين الموقع الإلكتروني المصمم لهذا الغرض قبل انطلاق الخدمة الجديدة مع سنة 2016م.
وتحضر مؤسسة «سوغرال» لوضع أجهزة دفع إلكترونية وكذا موزعين آليين ما سيسمح للمسافرين باقتناء تذاكرهم دون المرور بالشبابيك التقليدية.
وهذا النظام الآلي يندرج في إطار الانتقال إلى مرحلة أعلى في نوعية الخدمة المقدمة للمسافرين، إذ أنه أمام تعميم استعمال الإنترنت وجب توحيد جهود كل الفاعلين حتى يتسنى للمسافر الحجز من مكان إقامته.
وتطبيق نظام الحجز عبر الإنترنت سيتم في البداية بإطلاق عمليات نموذجية في نفس الوقت في كل أنماط النقل (البري وعبر السكك الحديدية والبحري والجوي) قبل تعميمه.
لكن اللجوء إلى هذا النوع من الحجز لن يكون ممكنا إلا في حال أصبح نظام الدفع الإلكتروني عمليا، حيث أن مؤسسة بريد الجزائر هي التي تتكفل بهذا المشروع.

## أنماط حجز التذاكر
للسماح للمسافرين بالحجز المسبق، ما شأنه وضع تنظيم أحسن للرحلات، ستطلق المؤسسة صيغ جديدة للحجز على غرار الحجز الطويل المدى والاشتراك الشهري أو الفصلي (3 أشهر) بالاتفاق مع الناقلين.
وهذا الحجز الإلكتروني لتذاكر السفر سيطبق تدريجيا ابتداء من 2016م في إطار التحسين المستمر للتكفل بالمسافرين.

## الإنترنت المجاني

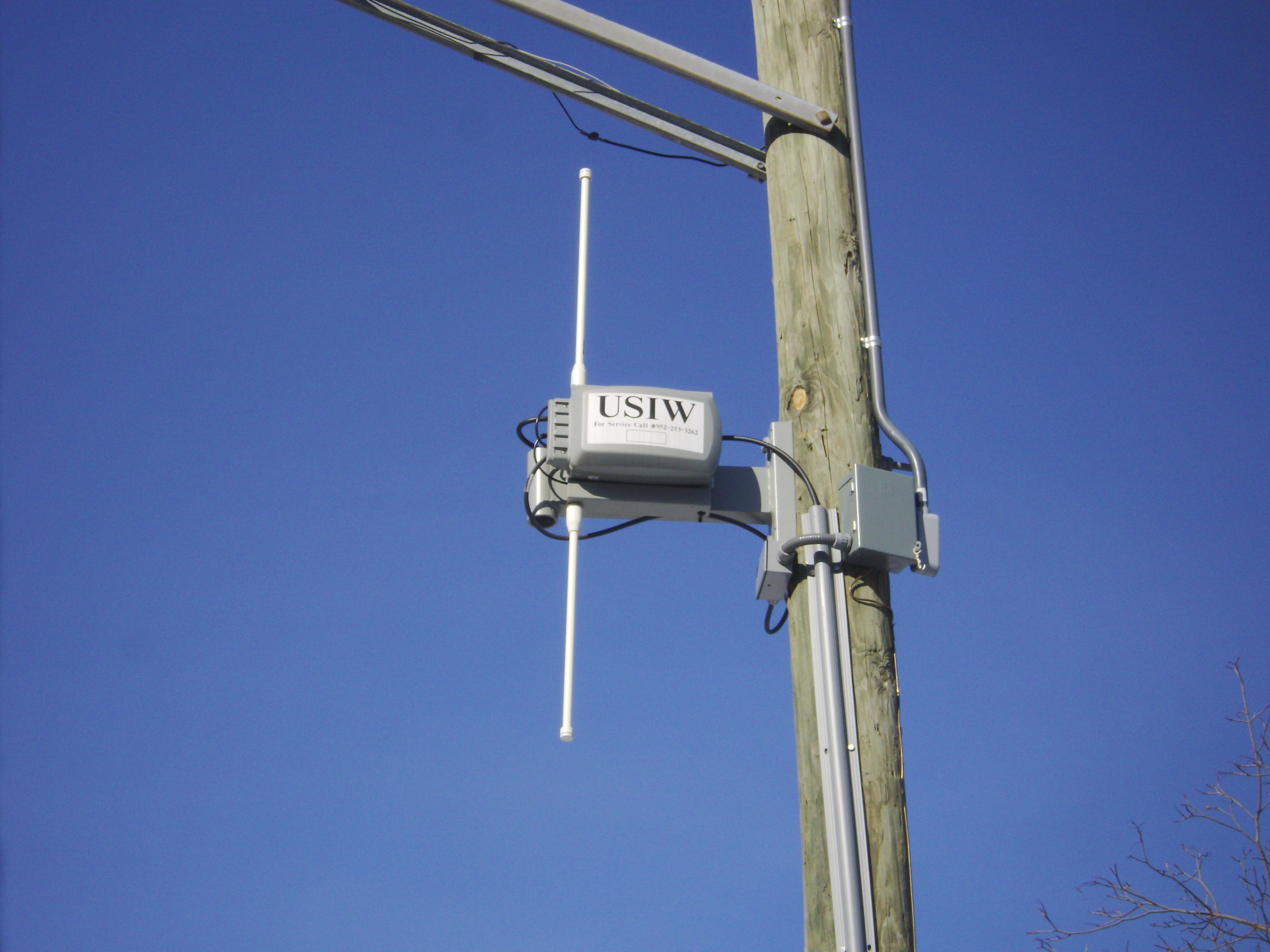
نقطة هوائية واي-فاي في محطة نقل مسافرين

قامت إدارة محطة الخروبة في إطار عصرنة الخدمات من ناحية الإعلام الآلي والإنترنت بتعميم الويفي المجاني وبربط غير محدود 24 ساعة على 24 ساعة في محطتها الرئيسية في حسين داي وعبر كافة المحطات البرية التابعة للشركة عبر ولايات الجزائر، لتسهيل الأمور على المواطن.
وخدمة الإنترنت والويفي المجاني غير المحدود متوفرة على مستوى 12 محطة برية عبر الوطن تابعة لمؤسسة تسير واستغلال المحطات البرية سوقرال، وذلك في انتظار تعميم خدمة الويفي على باقي المحطات الأخرى وعددها 44 محطة، والهدف من هذا المشروع الذي أقرته وزارة النقل هو تمكين المسافر من الإبحار من خلال الإنترنت خلال ساعة انتظاره للحافلة دون أي ملل.

## النشاط النقابي
يتم تأطير العمال نقابيا في محطة الخروبة من طرف الاتحاد الوطني للناقلين الخواص رفقة كل من اتحاد التجار والحرفيين الجزائريين –فرع الخروبة– واتحاد سيارات الأجرة الذين يتفاوضون مع مؤسسة «سوغرال» من أجل تحيين بنود الاتفاقية القطاعية التي تجمعهم معها، وكذلك التحاور مع إدارة المحطة قصد اللجوء أحيانا إلى طلب تدخل السلطات العمومية لحل بعض مشاكلهم المستعصية.
ويتم اعتماد النشاط النقابي للاستجابة لمطالب الناقلين من خلال الاجتماع الدوري مع مديرية النقل لولاية الجزائر وكذا إدارة «سوقرال»، خاصة فيما يتعلق بسعر دخول الحافلات إلى الموقف والأرصفة.
ذلك أن بنود الاتفاقية الضابطة لدخول الحافلات تمتد صلاحيتها إلى غاية نهاية كل سنة ميلادية بعد دفع تكاليف الدخول إلى الموقف لتمكين المسافرين من ركوب الحافلات أو سيارات الأجرة.
وبما أن محطة النقل البرية للخروبة تعد عصب التنقلات ما بين الولايات، وهي مؤسسة ذات طابع عمومي واجتماعي، فإن انشغالات العمال والناقلين تفرض على إدارة مؤسسة «سوقرال» فتح باب الحوار معهم في سبيل إيجاد حلول لمختلف الإشكالات.
ومن هذه الإشكالات تحيين قيمة توقف الحافلات ليلا، مع توفير حافلات مخصصة لنقل العمال إلى غاية بيوتهم.
ويشارك في النشاط النقابي كل من الناقلين بسيارات الأجرة وكذا التجار الناشطين بالمحطة.

## المحطات البرية الأخرى
تشرف إدارة محطة الخروبة على تسيير 56 محطة أخرى على المستوى الوطني الجزائري، علما أنه في 2014م تم تسجيل ما يقارب 55 مليون مسافر عبر المحطات البرية التابعة لهذه المؤسسة العمومية.

## الهيئات المجاورة

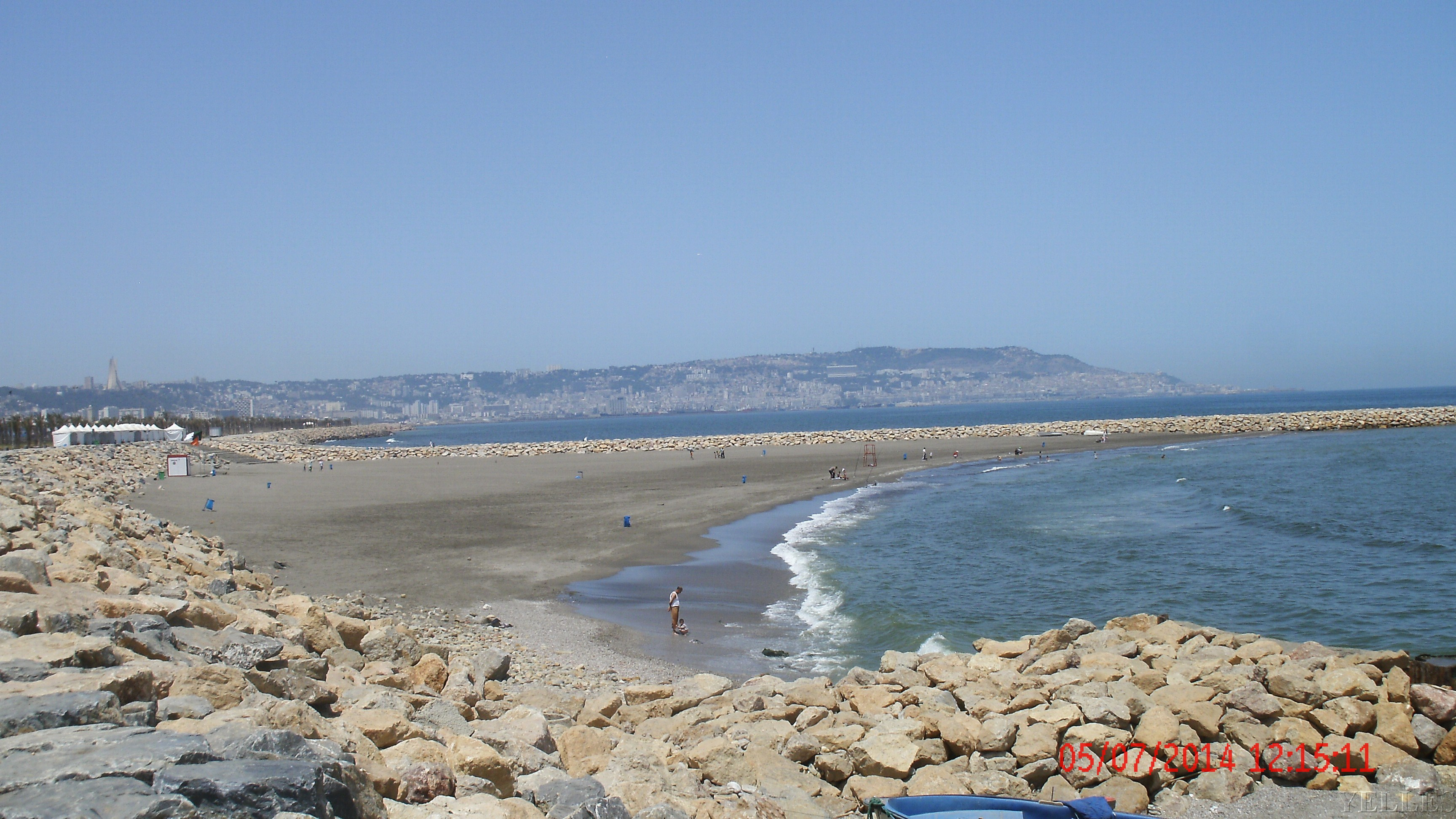
شاطئ الصابلات
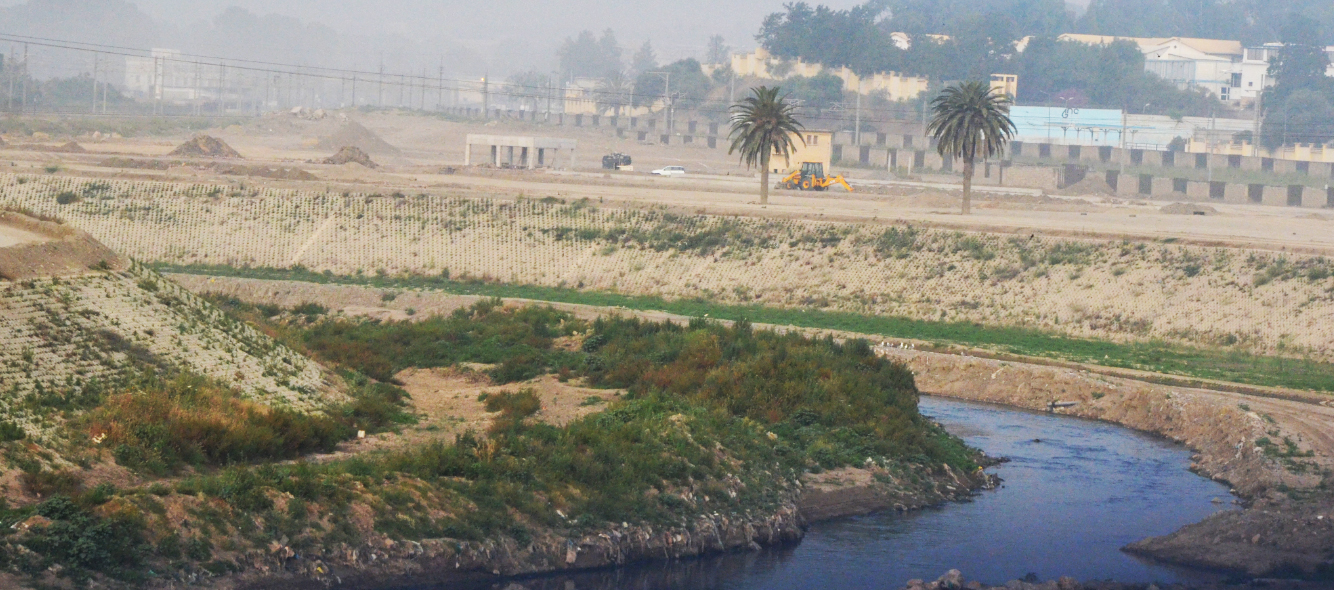
وادي الحراش
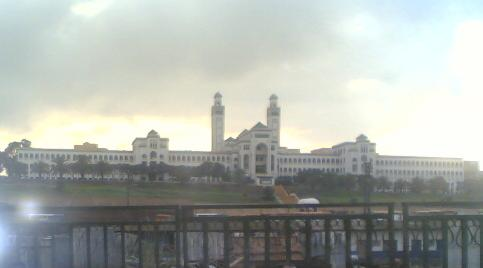
كلية العلوم الإسلامية في الجزائر

### مواضيع ذات صلة
- وزارة النقل الجزائرية
- النقل في الجزائر
- مؤسسة النقل الحضري وشبه الحضري لمدينة الجزائر (إيتوزا)
- ترامواي الجزائر العاصمة
- مترو الجزائر
- النقل البحري الجزائري
- الاحتلال الفرنسي للجزائر
- جبهة التحرير الوطني الجزائرية
- جيش التحرير الوطني الجزائري
- ثورة التحرير الجزائرية
- عيد النصر الجزائري
- وسام الاستحقاق الوطني الجزائري
- تطور الحركة الوطنية الجزائرية
- تاريخ الجزائر
- جامع الجزائر
- شاطئ الصابلات
- وادي الحراش
- ولاية الجزائر
- دائرة حسين داي
- بلدية حسين داي

### وصلات خارجية
- مؤسسة تسيير محطة النقل البري في الخروبة بولاية الجزائر

### فيديوهات
- روبورتاج تلفزيون الخبر الجزائري حول المحطة البرية للخروبة على يوتيوب.
- روبورتاج تلفزيون النهار الجزائري حول المحطة البرية للخروبة على يوتيوب.
- روبورتاج تلفزيون الشروق الجزائري حول المحطة البرية للخروبة على يوتيوب.
- روبورتاج تلفزيون البلاد الجزائري حول المحطة البرية للخروبة على يوتيوب.
- روبورتاج وكالة الأنباء الجزائرية حول المحطة البرية للخروبة على يوتيوب.